# الدوري البرازيلي الدرجة الأولى 1961
الدوري البرازيلي الدرجة الأولى 1961 هو الموسم 3 من  الدوري البرازيلي الدرجة الأولى. أقيم خلال الفترة 12 يوليو 1961 وحتى 27 ديسمبر 1961، وأشرف على تنظيمه Brazilian Sports Confederation ‏، وكان عدد الأندية المشاركة فيه  18، وفاز فيه نادي سانتوس.